# Ecoteaux
Ecoteaux är en ort i kommunen Oron i kantonen Vaud i Schweiz. Den ligger cirka 18 kilometer öster om Lausanne. Orten har 443 invånare (2021).
Orten var före den 1 januari 2012 en egen kommun, men slogs då samman med kommunerna Bussigny-sur-Oron, Châtillens, Chesalles-sur-Oron, Les Tavernes, Les Thioleyres, Oron-la-Ville, Oron-le-Châtel, Palézieux och Vuibroye till den nya kommunen Oron.